# 森特拉利纳
森特拉利纳是巴西米纳斯吉拉斯州的一个市镇。总面积321.985平方公里，总人口10219人，人口密度31.7人/平方公里。